# Voie otorhinolaryngologique
Une voie otorhinolaryngologique ou voie ORL est une voie d'administration de médicaments au niveau otorhinolaryngologique, c'est-à-dire au niveau de l'oreille, du nez ou du larynx. Différentes formes galéniques sont possibles :
| Voies                                              | Lieu                            | Action                          | Formes galéniques |
| -------------------------------------------------- | ------------------------------- | ------------------------------- | --- |
| Voie auriculaire                                   | Conduit auditif                 | Locale                          | Goutte auriculaire, spray auriculaire, pommade auriculaire, poudre auriculaire, crème auriculaire, etc.                |
| Voie nasale                                        | Cavités nasales                 | Locale ou générale (systémique) | Goutte nasale, spray nasal, pommade nasale, solution pour lavage nasal, poudre nasale, crème nasale, etc.              |
| Voie buccopharyngée buccale ou voie buccogingivale | Cavité buccale et arrière-gorge | Locale ou générale (systémique) | Bain de bouche, collutoire, pastilles à sucer, quelques types de comprimés, granulés, solutions, gouttes, sprays, etc. |